# AA Ponte Preta
Associação Atlética Ponte Preta – brazylijski klub piłkarski z siedzibą w mieście Campinas, leżącym w stanie São Paulo.
Największym derbowym rywalem klubu Ponte Preta jest klub Guarani FC. Ponte Preta popularnie zwie się Macaca, a jego kibice zwani są Pontepretanos.

## Osiągnięcia
- Trzecie miejsce w pierwszej lidze Brazylii (Campeonato Brasileiro Série A): 1981
- Wicemistrz drugiej ligi brazylijskiej (Campeonato Brasileiro Série B): 1997
- Trzecie miejsce w Copa do Brasil: 2001
- Wicemistrz stanu São Paulo (Campeonato Paulista) (5): 1970, 1977, 1979, 1981, 2008
- Mistrz drugiej ligi stanu São Paulo (Campeonato Paulista Série A2): 1927, 1933, 1969
- Wicemistrz drugiej ligi stanu São Paulo (Campeonato Paulista Série A2) (2): 1992, 1999
- Liga Campineira de Futebol: 1912
- Amatorskie mistrzostwo stanu São Paulo: 1951 (45 meczów bez porażki)

## Historia

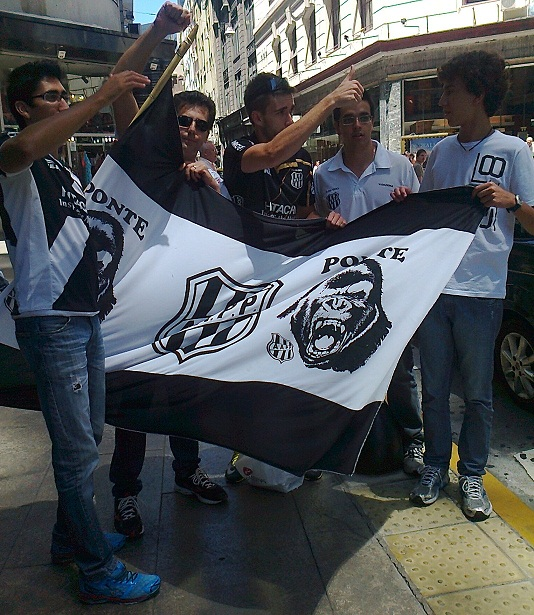
Ponte Preta fans in Buenos Aires. Copa Sudamericana vs Lanús. 11 december 2013.

Ponte Preta założony został 11 sierpnia 1900 roku przez grupę uczniów Colégio Culto à Ciência – Miguela do Carmo (zwanego Migué), Luiza Garibaldiego Burghi (zwanego Gigette) oraz Antonio de Oliveira (zwanego Tonico Campeão). Pierwszym prezesem klubu został Pedro Vieira da Silva.
W roku 1977 uważany za powszechnego faworyta do tytułu mistrza Brazylii klub Ponte Preta przegrał 1:2 decydujący o tytule mecz z Corinthians Paulista São Paulo. Kontrowersyjną decyzją sędziego było wyrzucenie z boiska z niewiadomych przyczyn kluczowego gracza klubu z Campinas Rui Reya.

### Wybitni gracze w historii klubu Ponte Preta
- Dicá, znakomity pomocnik, uważany za największego piłkarza w historii klubu Ponte Preta
- Carlos, bramkarz reprezentacji Brazylii na mistrzostwach świata 1978, 1982 i 1986
- Oscar, obrońca reprezentacji Brazylii na mistrzostwach świata 1978, 1982 i 1986
- Polozzi, obrońca reprezentacji Brazylii na mistrzostwach świata 1978
- Juninho Fonseca, obrońca reprezentacji Brazylii na mistrzostwach świata 1982
- Valdir Peres, bramkarz reprezentacji Brazylii na mistrzostwach świata 1974, 1978 i 1982
- Washington, napastnik reprezentacji Brazylii podczas Pucharu Konfederacji 2001, król strzelców mistrzostw stanowych i pucharu Brazylii w roku 2001 oraz król strzelców mistrzostw Brazylii w roku 2004

Inni gracze Ponte Preta grający w reprezentacji Brazylii:
- Seniorzy: André Cruz, Fábio Luciano, Mineiro oraz Luís Fabiano
- Reprezentacja Olimpijska oraz U-21: João Brigatti, Gabriel, Claudinho, Alexandre Negri

Srebrna piłka magazynu Placar dla graczy z klubu Ponte Preta:
- 1977 – Oscar i Polozzi (obrońcy)
- 1978 – Odirlei (lewa obrona)
- 1980 – Carlos (bramkarz)
- 1981 – Zé Mario (defensywny pomocnik)
- 1982 – Carlos (bramkarz) i Juninho (obrońca)
- 2000 – Mineiro (defensywny pomocnik)

Inni znani gracze klubu Ponte Preta:
- Aílton Lira
- André Dias
- Átis
- Bruninho
- Chicão
- Ciasca
- Dadá Maravilha
- Dário Gigena
- Fabiano
- Fábio Luciano
- Grizzo
- Jair Picerni
- Jorge Mendonça
- Manfrini
- Marcelo Borges
- Marco Aurélio
- Monga
- Nelsinho
- Nenê Santana
- Osmar Guarnelli
- Pedro Luís
- Ronaldão
- Ruy Rei
- Samuel

## Aktualny skład
| Pozycja   | Zawodnik          |
| --------- | ----------------- |
| bramkarz  | Dênis             |
| bramkarz  | Evandro           |
| bramkarz  | Vitor             |
| bramkarz  | Aranha            |
| obrońca   | Peterson          |
| obrońca   | Alexandre Black   |
| obrońca   | Anderson          |
| obrońca   | Émerson Carvalho  |
| obrońca   | Zacarias          |
| obrońca   | Gabriel Santos    |
| obrońca   | Fernando          |
| obrońca   | André Cunha       |
| obrońca   | Dic               |
| obrońca   | Johnathan         |
| obrońca   | Wellington        |
| obrońca   | Pará              |
| pomocnik  | Ismael            |
| pomocnik  | Julian            |
| pomocnik  | Thiago Carpini    |
| pomocnik  | Dionísio          |
| pomocnik  | Carlinhos         |
| pomocnik  | Ricardo Conceição |
| pomocnik  | Ezequiel          |
| pomocnik  | Pingo             |
| pomocnik  | Héverton          |
| pomocnik  | Castor            |
| pomocnik  | João Marcos       |
| pomocnik  | Rafael Fusca      |
| napastnik | Finazzi           |
| napastnik | Daniel            |
| napastnik | Anderson Luiz     |
| napastnik | Josimar           |
| napastnik | Jaílton           |
| napastnik | Wanderley         |
| napastnik | Roger             |